# Cristina Aché
Maria Cristina Aché Cardoso Pinto (Rio de Janeiro, 11 de julho de 1957) é uma atriz e produtora brasileira de cinema e televisão.
Ela começou sua carreira ainda adolescente, quando foi convidada pelo cineasta Pedro Camargo para atuar no filme Os Primeiros Momentos (1973). Depois, atuou em diversos filmes, foi musa do cinema nacional na década de 80. Atuou em algumas novelas da Rede Globo, mas preferiu se dedicar mais na carreira de cinema.
Foi casada com o diretor Joaquim Pedro de Andrade, com quem teve dois filhos.

## Filmografia

### Cinema
| Ano  | Título                      | Papel              |
| ---- | --------------------------- | ------------------ |
| 1973 | Primeiros Momentos          | Christina          |
| 1974 | O Filho do Chefão           | Rosemary           |
| 1975 | Nem os Bruxos Escapam       | Isabel             |
| 1975 | Deliciosas Traições do Amor | [ 1 ]              |
| 1975 | Guerra Conjugal             | Neuza "Neusinha"   |
| 1975 | Quem Tem Medo de Lobisomem? | Sílvia             |
| 1976 | Padre Cícero                |                    |
| 1977 | Contos Eróticos             | Aluna              |
| 1978 | A Batalha dos Guararapes    | D. Maria Cezar     |
| 1978 | Chuvas de Verão             | Lurdinha           |
| 1979 | Amor Bandido                | Sandra             |
| 1980 | Os Sete Gatinhos            | Silene             |
| 1982 | O Homem do Pau-Brasil       | Dorotheia          |
| 1984 | Aguenta Coração             | Janete             |
| 1984 | Noites do Sertão            | Lalinha            |
| 1985 | Areias Escaldantes          | Cristal Pinheiro   |
| 1985 | Noite                       |                    |
| 1985 | Estrela Nua                 | Angela             |
| 1995 | O Judeu                     | Leonor de Carvalho |
| 1997 | Doces Poderes               | Jornalista         |
| 2001 | Minha Vida em Suas Mãos     | Ana                |
| 2004 | Quase Dois Irmãos           | Esposa de Miguel   |
| 2008 | Encarnação do Demônio       | Lucy Pontes        |

### Televisão
| Ano  | Título             | Personagem          | Notas                        |
| ---- | ------------------ | ------------------- | ---------------------------- |
| 1976 | Vejo a Lua no céu  | Catarina            |                              |
| 1978 | Ciranda Cirandinha | Patrícia            |                              |
| 1980 | Plumas e Paetês    | Júlia Nogueira      | Episódios: "8–9 de setembro" |
| 1981 | O Amor É Nosso     | Teresa              |                              |
| 1983 | Caso Especial      | Esposa de Cerqueira | Episódio: "Divina Dama"      |
| 1986 | Novo Amor          | Teresa              |                              |
| 1989 | Pacto de Sangue    | Isabel              |                              |